# Keihäsjärvi (sjö, lat 61,07, long 24,05)
Keihäsjärvi är en sjö i Finland. Den ligger i kommunen Tavastehus i landskapet Egentliga Tavastland, i den södra delen av landet, 110 km norr om huvudstaden Helsingfors. Keihäsjärvi ligger 115,6 meter över havet. Arean är 1,05 kvadratkilometer och strandlinjen är 8,89 kilometer lång. Sjön  ingår i Kumo älvs huvudavrinningsområde.   I omgivningarna runt Keihäsjärvi växer i huvudsak barrskog.